# Theodor Mollison
Theodor Mollison (* 31. Januar 1874 in Stuttgart; † 1. März 1952 in München) war ein deutscher Anthropologe.

## Leben
Mollison studierte in Freiburg Medizin, wurde 1898 promoviert und war anschließend als Armenarzt in Frankfurt tätig. Von 1903 bis 1905 bildete er sich am Zoologischen Institut zu Würzburg bei Theodor Boveri biologisch weiter. 1905 wurde Mollison Assistent am Zoologischen Institut Zürich und habilitierte sich 1910 an der philosophischen Fakultät der Universität Zürich mit einer Arbeit über die Körperproportionen der Primaten. Anschließend begann er 1911 als Abteilungsleiter am Zoologisch-Anthropologisch-Ethnologischen Museum des Zwingers in Dresden zu wirken.

## Wirken
1912 wurde Mollison Kustos am Anatomischen Institut in Heidelberg, wo er 1916 Extraordinarius wurde. Als Nachfolger von Hermann Klaatsch bekam er das Extraordinariat für Anthropologie und Völkerkunde in Breslau und 1921 wurde er dort zum Ordinarius ernannt. Vom 1. April 1926 bis zu seiner Emeritierung im Jahr 1939 war er als Nachfolger seines akademischen Lehrers Rudolf Martin Professor und Direktor des Anthropologischen Instituts der Ludwig-Maximilians-Universität München. Ab 1933 war er Mitherausgeber des Archivs für Rassen- und Gesellschaftsbiologie und Vorsitzender der Münchner Gesellschaft für Rassenhygiene zur „Vervollkommnung der Rasse“. In seinen Schriften bejahte er den Nationalsozialismus und die nationalsozialistische Rassenideologie. So schrieb er 1934: „Die unwahre Behauptung von der Gleichwertigkeit der Menschen gab den Vorwand dafür ab, das Minderwertige zu stützen“. 1938, im Jahr des Anschlusses von Österreich, schrieb er: „Mit Ausnahme der wenigen, die durch jüdische oder freimaurerische Beziehungen gebunden sind, stimmen wir Wissenschaftler freudig ein in den Ruf: ‚Heil Hitler!‘“
Der KZ-Arzt Josef Mengele und die rassenideologische „Zigeunerforscherin“ Sophie Ehrhardt promovierten bei Mollison.
Mollison beantragte am 27. September 1937 die Aufnahme in die NSDAP und wurde rückwirkend zum 1. Mai desselben Jahres aufgenommen (Mitgliedsnummer 5.026.447). Nach seiner Emeritierung 1939 leitete Mollison das Anthropologische Institut noch bis 1944 kommissarisch und betreute die Anthropologische Staatssammlung. 1944 verlieh ihm Adolf Hitler die Goethe-Medaille für Kunst und Wissenschaft.
Seit 1950 war Mollison Sachverständiger für Vaterschaftsgutachten der Deutschen Gesellschaft für Anthropologie. Im Jahr 1933 wurde er zum Mitglied der Leopoldina gewählt.

„Zum Thema Rassenkunde hat Mollison Beiträge geliefert. Mit seinen Äußerungen zur ... Rassenhygiene 1934 war er, der ab 1937 der NSDAP und seit 1941 dem NS-Dozentenbund angehörte, einer jener Anthropologen, die den Nationalsozialisten eine ‚wissenschaftliche Begründung‘ für ihr verbrecherisches Handeln boten. Seine Einstellung wird in einem Brief an den Ethnologen und Anthropologen Franz Boas von der Columbia University aus dem Jahr 1938 erkennbar. Er wisse sehr wohl, schrieb Mollison, was die deutschen Wissenschaftler Hitler zu verdanken hätten, ‚nicht zuletzt auch die Reinigung unseres Volkes von fremdrassigen Elementen‘.“

## Werke
- Die Körperproportionen der Primaten (1910)
- Sero-Diagnostik als Methode der Tiersystematik und Anthropologie (1923)
- Anthropologie (1923)
- Phylogenie des Menschen (1933)